# Tanapag
Tanapag  es una localidad de las Islas Marianas del Norte, en la isla de Saipán. Es conocida por haber tenido lugar en sus inmediaciones la batalla de Saipán en 1944.